# Sân bay Hostomel
Sân bay Antonov (IATA: GML, ICAO: UKKM) (tiếng Ukraina: аеропорт «Антонов» [ɐeroˈpɔrt ɐnˈtɔnou̯]), cũng có tên là Hostomel (hoặc Gostomel) '(tiếng Ukraina: аеропорт «Гостомель»), là một sân bay phục vụ vận chuyển hàng hóa và cơ sở thử nghiệm ở Ukraina, nằm gần Hostomel, là một vùng ngoại ô phía tây bắc của Kyiv.
Sân bay thuộc sở hữu và được thuộc quản lý của Công ty sản xuất máy bay Antonov và được vận hành bởi công ty con Antonov Airlines. Chiếc máy bay duy nhất An-225,máy bay hoạt động lớn nhất thế giới, có trụ sở tại Hostomel. Chiếc máy bay này đã bị quân đội Ukraine pháo kích phá hủy trong trận đánh sân bay Hostomel.
Sân bay đã trở thành địa điểm của một cuộc giao tranh quân sự trong chiến dịch quân sự đặc biệt của Nga 2022.

## Lịch sử
Ngày 24 tháng 2 năm 2022, ngày đầu tiên của Nga xâm lược Ukraina 2022, sân bay đã bị quân đội Nga tấn công và chiếm giữ. Vào ngày hôm đó, Tổng thống Ukraina Volodymyr Zelenskyy cho biết "Lính nhảy dù của đối phương ở Hostomel đã bị chặn lại, và quân đội đã nhận được lệnh tiêu diệt chúng". Cuối ngày, trong khoảng từ 8 đến 10 giờ tối theo giờ địa phương (UTC + 2) xuất hiện báo cáo rằng sân bay đã được hoạt động trở lại. Đêm đó, một quan chức Ukraina tên là Aleksey Arestovich thông báo rằng họ đã chiếm lại sân bay trên thực tế và các đơn vị của Lực lượng Dù Nga (VDV) đã bị "tiêu diệt"", nhưng quân đội Nga bác bỏ tuyên bố này. Chiếc Antonov An-225 tại sân bay đã bị phá hủy trong nhà chứa máy bay vào ngày 24 tháng 2 trong Nga xâm lược Ukraina.